# Jan Westra
J.J.F.M. (Jan) Westra (19 februari 1943 – 12 september 2019) was een Nederlands politicus van het CDA.
Hij was bij de gemeente Breda 'chef de kabinet' onder burgemeester Willem Merkx en werd later hoofd van de afdeling economische zaken en directeur van de Bredase Industrie Vestigings Maatschappij (BrIM) voor hij in oktober 1978 benoemd werd tot burgemeester van Dussen. In 1988 volgde zijn benoeming tot burgemeester van Vleuten-De Meern. Vanaf begin oktober 1992 werd hij gedurende ruim 3 maanden vervangen door burgemeester van Woerden: Herman van Zwieten. Op 1 januari 2001 werd Vleuten-De Meern bij de gemeente Utrecht gevoegd waarmee zijn functie kwam te vervallen. Vanaf 1 november 2000 was Westra tevens waarnemend burgemeester van Houten wat hij tot 1 juli 2001 zou blijven. Enkele maanden later werd hij waarnemend burgemeester van Rijnwoude ter tijdelijke vervanging van de zieke burgemeester Maarten Boelen. Toen deze weer redelijk hersteld was koos Boelen er voor om vervroegd met pensioen te gaan waarna in overleg besloten werd dat hij niet meer terug zou komen als burgemeester en dat Westra ook na het vertrek van Boelen zou aanblijven als waarnemend burgemeester. Op 1 maart 2004, na iets meer dan 25 jaar burgemeester te zijn geweest, ging ook Westra vervroegd met pensioen. In 2019 overleed hij op 76-jarige leeftijd.